# Theriophonum dalzellii
Theriophonum dalzellii är en kallaväxtart som beskrevs av Heinrich Wilhelm Schott. Theriophonum dalzellii ingår i släktet Theriophonum och familjen kallaväxter. Inga underarter finns listade.